# ベッシー・ヘンドリックス
ベッシー・ヘンドリックス（Bessie Hendricks、1907年11月7日 - 2023年1月3日 ）は、アメリカ合衆国のスーパーセンテナリアンだった女性。117歳でアメリカ合衆国・アイオワ州在住で世界で4番目の長寿であった。アメリカ合衆国の存命中の最高齢者だった。しかし、アメリカ出身の人物としてはスペイン在住のマリア・ブラニャス・モレラが存命中であったため、2番目の高齢者だった。

## 略歴
1907年11月7日、アイオワ州キャロル郡の農場に生まれる。両親はともにアイルランド出身で、4人の兄や姉がいた。1908年にカルフーン郡に引っ越した。1910年に妹アンナも生まれる。
5歳になると、農場の向かいにあった学校に通うようになる。幼稚園は無かったため、通ったことはなかった。学校にいる間以外は基本的に家事を行っていた。7年生になるころに生徒不足で学校が閉鎖され、同州の別の学校に通うようになった。ところが1921年7月2日に母が死去し、それ以降は家事で忙しくなった。それ以降も通学は続け、1926年にレイクシティ高校を卒業。2016年同学校で行われていた同窓会に出席していた様子も見られた。それ以降はしばらくの間教師として働いていた。
教師をやめる少し前に友人アート・ヘンドリックスにダンスに誘われたことをきっかけに、1930年6月27日にアートの兄ポール・ヘンドリックスと結婚する。その後しばらくは商店を経営していた。そのころにシャーリーとジョンの2人の子供を産む。1933年にレイクシティの東に位置する農場に移住した。この家にはおよそ47年間住んでいたという。1979年に農地をすべて売却して、1980年7月に引っ越した。結婚65周年を間近に控えた1995年5月27日に夫ポールが死去。
晩年になっても家族を支えることは続けており、ある年の夏にはおよそ500匹の鶏を加工するなどと、忙しいままであったという。92年間会員であった大聖堂の活動にも積極的に参加していたという。現在は来孫まで数え86人の子供がいるという。特に大きな病気にかかることもなく、薬も2、3個程度しか服用しないベッシーのことを、主治医レーク・ダンカンは「奇跡の女性」と称している。
2022年1月17日にネブラスカ州のテルマ・サトクリフが死去したことに伴い、アメリカ国内最高齢、並びにアメリカ出身の人物としてもマリア・ブラニャス・モレラに次ぐ2番目の高齢人物となった。
2023年1月3日、115歳57日で死去。